# Pravna pitanja u vezi sa Bit Torent protokolom
Upotreba Bit Torent protokola za kršenje autorskih prava i u druge nezakonite svrhe, dovela je do raznih novih pravnih pitanja. Dok je sama tehnologija potpuno legalna, o legalnosti mnogih slučajeva njene upotrebe se vode sudski sporovi širom sveta.
Upotreba Bit Torenta radi deljenja materijala zaštićenih autorskim pravima može izdavaoca Bit Torent fajla, veze ili metapodataka dovesti u sukob sa zakonima o autorskim pravima različitih zemalja. Slično tome, upotreba Bit Torent protokola u vezi materijala zaštićenih autorskim pravima može korisnika učiniti odgovrnim za saučesništvo po različitim zakonima, uključujući i Krivični zakonik Republike Srbije.
Uopšteno, na Bit Torent fajl se može gledati kao na hipervezu. Takođe, može biti i sprecifična naredba pomoću koje se dolazi do nečega na internetu. Bit Torent fajlovi mogu prenositi i uključivati nelegalni ili sadržaj zaštićen autorskim pravima. Sudovi u različitim državama su svojim odlukama proglasili neke Bit Torent fajlove nelegalnim.
Pravnu analizu komplikuju pitanja nadležnosti. Bit Torent fajlovima i vezama se može pristupiti sa različitih geografskih lokacija i pravnih jurisdikcija. Dakle, fizički je moguće postaviti Bit Torent fajl na više lokacija sa različitim jurisdikcijama. Stoga, iste veze, fajlovi ili podaci mogu biti podložni zakonskom suđenju unutar nekih država, dok u drugim, istovremeno, ne moraju biti.

## O Bit Torent protokolu
Bit Torent je P2P protokol za distribuiranje fajlova. U torent fajlovima se nalaze metapadoci, a ne i podaci koji se dele. Računari iz torenta preuzimaju jednake odsečke (engl. chunk) fajla jedan od drugog. Istovremeno sa preuzimanjem odsečaka računari prenose odsečke fajlova ostalim računarima. Osnovni deo svakog torenta jeste računar u njegovom čvorištu koji se naziva pratilac (engl. tracker).
U mnogim državama su pokrenute tužbe protiv različitih veb sajtova koji su na svoje servere postavljali Bit Torent pratioce.

## Sprovođenje zaštite autorskih prava
Nakon brojnih policijskih racija i pravnih postupaka došlo je zatvaranja više veb sajtova vezanih za korišćenje Bit Torent protokola počevši od 2004. godine pa nadalje. Različiti pravni sistemi imaju različite pristupe ovom problemu. Optužene strane tvrde da su Bit Torent pratioci legalni, iako bi se deljenje podataka o kojima se radi moglo smatrati kršenjem autorskih prava. Uprkos njihovim argumentima, vrši se veliki pravni pritisak od strane MPAA (engl. Motion Picture Association of America) , RIAA (engl. Recording Industry Association of America) i sličnih organizacija širom sveta da se ugase brojni Bit Torent pratioci.

### Pojedinačni slučajevi sprovođenja zaštite autorskih prava

#### Finska:
U decembru 2004. godine, policija je izvršila prepad na jedan od glavnih Bit Torent sajtova, Finreactor. Jedanaestorici osoba, od kojih su sedmorica sistemski administratori, naloženo je da plate ukupno pola miliona evra za učinjenu štetu, kao i dodatnih 200.000 evra za pravne naknade. Optuženi su uručivali žalbe na slučaj, sve do Vrhovnog suda Finske, ali nisu uspeli da dobiju poništenje presude. Dve osobe su oslobođene optužbi pošto su bili maloletni, ali se i dalje smatraju odgovornim za plaćanje pravnih naknada, kao i nadoknada zbog nelegelne distribucije, u rasponu do 60.000 dolara. Sud im je odredio kaznu od 10% maloprodajne vrednosti proizvoda koji su distribuirani.

#### Slovenija: Suprnova
U decembru 2004. godine zatvoren je i , jedan od najpopularnijih ranih Bit Torent sajtova. To se navodno desilo zbog pritiska pod kojim je bio osnivač i administrator sajta Andre Preston, zvani Sloncek. Istog meseca Sloncek je izjavio da su Slovenačke vlasti zaplenile njihove servere.

#### Švedska:
The Pirate Bay, torent sajt koji je napravila Švedska antiautorska organizacija (engl. Swedish anti-copyright group), je poznat po svojoj „pravnoj“ sekciji, delu sajta u kome se javno objavljuju pisma i odgovori u vezi sa navodnim kršenjima autorskih prava. Dana 31. maja 2006. godine, švedska policija je upala na servere The Pirate Bay-a, na osnovu optužbi od strane MPAA za navodna kršenja autorskih prava. Sajt je vraćen na mrežu za menje od 72 sata, uz jake negativne reakcije javnosti i medija protiv poteza Švedske vlade. Napravljen je film Steal This Film (Stokholm, leto 2006), koji je u vezi sa ovim incidentima. Kao rezultat suđenja koja su usledila posle upada policije 2006. godine, četiri vlasnika sajta su 17. 4. 2009. godine osuđeni na po godinu dana zatvora, kao i da kolektivno plate 30 miliona kruna za odštetu vlasnicima autorskih prava. Svi optuženi su se žalili, a kazne su obustavljene u toku žalbe.

#### Sjedinjine Države
Ubrzo nakon zatvaranja Suprnove, građanske i kriminalne akcije u Sjedinjenim Državama su počele da rastu.

##### 
U 2005. godini, Edvardu Veberu (poznatiji kao „loki“ (engl. lowkee)), vebmasteru LokiTorrenta, naloženo je, od strane Američkod suda, da plati kaznu i dostavi spisak servera MPPA-u (IP adrese korisnika). Veber je započeo kampanju prikupljanja sredstava da bi otplatio štetu. Uspeo je da dostigne cifru od približno 45 000 $ (Američkih dolara) koristeći Pay-Pal sistem zasnovan na donacijama. Prateći dogovor, MPPA je promenila LokiTorrent veb sajt tako da prikazuje poruke sa namerom obeshrabrivanja delilaca fajlova od preuzimanja nelegalnog sadržaja. Veber nije komentarisao ovu promenu.
Dana 25. maja, 2005. godine, popularni Bit Torent sajt EliteTorrents.org je ugašen od strane Federalnog istražnog biroa Sjedinjenih Država i Američke organizacije za kontrolisanje carine i imigracija (engl. U.S. Immigration and Customs Enforcement). U početku se mislilo da je zlonamerni haker stekao kontrolu nad veb sajtom, međutim, ubrzo je otkriveno da je sajt preuzet od strane Američkih vladinih zvaničnika. Deset pretresnih naloga vezanih za članove veb sajta je izvršeno.
Šest administratora EliteTorrents.org sajta je priznalo krivicu za učešće u zaveri u kojoj su izvršena krivična dela kršenja autorskih prava i objavljivanja radova pre njihovog komercijalnog izdavanja. Izrečene su kazne zatvora, kućnog pritvora i novčane kazne. Nekim okrivljenima su izrečene i zatvorske kazne, i za razliku od drugih slučajeva vezanih za deljenje fajlova, zasnovane su na krivičnom zakonu.
U junu 2006. godine, popularni veb sajt Newnova.org, identična replika Suprnova-e, je takođe bio predmet zatvaranja.
Dana 26. maja 2007, savezni sudija Sjedinjenih Država naredio je sajtu TorrentSpy, koji koristi torente, praćenje aktivnosti svojih korisnika i slanje izveštaja na adrasu Motion Picture Association of America. Advokat koji je zastupao TorrentSpy, Ira Rotken, izjavio je da će TorrentSpy radije isključiti pristup korisnicima u Sjedinjenim Državama pre nego što je počelo praćenje nekoga, jer je takav monitoring u suprotnosti sa sopstvenom privatnom politikom sajta TorrentSpy.
U februaru 2012. godine, ugašen je sajt Btjunkie.org. Vebmasteri sajta su postavili na početnoj stranici tekst: „Sopstvenom voljom smo odlučili da zatvorimo sajt. Godinama smo se borili za vaše pravo na komunikaciju, ali sada je vreme da krenemo dalje“.

## Mere koje se preduzimaju u cilju suzbijanja korišćenja Bit Torent protokola
Vlasnici autorskih prava su predzeli razne taktike i strategije kako bi sprečili ilegalni prenos njihove intelektualne svojine. HBO je u 2005. započeo „trovanje“ torenata svog serijala Rim tako što je prosleđivao loše odsečke onima koji su pokušavali da preuzmu epizode. 
Kasnije, u 2007. HBO je poslao brojne administrativne zabrane rada onim Internet servis provajderima čiji korisnici koriste Bit Torent protokol. Mnogi korisnici su dobili upozorenja od njihovih provajdera sa pretnjama o isključenju sa interneta u slučaju ne prestanka navodnih kršenja autorskih prava. HBO su, za razliku od RIAA, u 2007. izjavili da nikada nisu podneli tužbe protiv bilo koga zbog deljenja fajlova.
Početkom 2010. godine, Američka grupa za zaštitu autorskih prava (engl. US Copyright Group), delujući u ime više nezavisnih filmskih kreatora, je došla do IP adresa korisnika koji su navodno koristili Bit Torent protokol u preuzimanju određenih filmova. Grupa je onda tužila te korisnike, kako bi dobili sudske naloge koji obavezuju internet servis provajdere da otkiju identitete tih korisnika. Izmedju marta i septembra 2010. godine, podneto je oko 16.200 tužbi.
U 2011. godini, sudovi u Sjedinjenim Državama su počeli da utvrđuju zakonitost tužbi podignutih protiv velikog broja Bit Torent korisnika. Gotovo istovremeno, tužba protiv 5.000 IP adresa je odbačena.
U oktobru 2011, Džon Vilei i sinovi (engl. John Wiley and Sons) su podigli tužbe protiv 27 Džon Doua iz Nju Jorka za kopiranje knjiga iz kolekcije „Za neupućene“. Prema veb-sajtu TorrentFreak, Vilei je „prvi izdavač knjiga koji je preduzeo tu vrstu akcije“.

## Nagodbe
Dana 23. novembra 2005, MPAA i BitTorrent Inc. CEO Bram Koen potpisali su sporazum, nadajući se da će smanjiti broj nelicenciranih kopija dostupnih preko BitTorrent.com pretraživača, koji je vođen od strane BitTorrent Inc. To je značilo da BitTorrent.com mora ukloniti sve veze za nelicencirane kopije filmova koji su u vlasništvu sedam glavnih Holivudskih filmskih studija. S obzirom da je ovaj sporazum obuhvatao samo BitTorrent.com, ostaje nejasno kakav je celokupan efekat imao na kršenje autorskih prava.
Nekoliko drugih značajnijih pretraživača su dobrovoljno cenzurisali licencirani sadržaj iz njihovih rezultata pretrage ili su postali pretraživači samo „kontent distribjušn“ (engl. content distribution) veb sajtovi. U slučaju Mininova-e, od novembra 2009. godine dozvoljeno je indeksiranje samo sadržaja sa slobodnom licencom (posebno slobodni sadržaj koje distribuira autor pod Krijejtiv komons licencom), što je ubrzo rezultovalo uklanjanjem većeg dela Mininova rezultata pretraživanja.

## Literatura
- Kurose, James F., Keith W. Ross (2009). Umrežavanje Računara. RAF CET. ISBN 978-86-7991-339-5.

## Spoljašnje veze
- Bit Torent
- MPAA
- RIAA
- The Pirate Bay